# Pieter de Jong

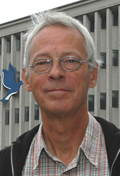
Pieter de Jong

Pieter de Jong (Voorschoten, 19 oktober 1943 - Noordwijkerhout, 23 mei 2011) was tot 2003 arts op de Willem van den Berghstichting in Noordwijk, maar was vooral bekend als de cabaretier en tekstdichter van de cabaretgroep Klein Foutje waarin hij samenspeelde met muziektherapeuten Jan Brandsma en René Meer.

## Klein Foutje
Pieter de Jong was de drijvende kracht en bedenker achter Klein Foutje. Klein Foutje speelde vanaf begin jaren tachtig tot eind jaren negentig theaterprogramma's in Nederland en België, met als centraal thema de wereld van en rondom mensen met een verstandelijke beperking. In de teksten gaf Pieter de Jong blijk van een bijzonder scherp vermogen tot observeren en analyseren. Veel van zijn werk is nog steeds uiterst actueel.
Pieter de Jong nam met Klein Foutje diverse langspeelplaten en cd's op. In 1985 nam Klein Foutje deel aan het Leids Cabaret Festival waar uiteindelijk Zak en As de finale won.

## Discografie
- 1983: Zijn wij wel helemaal normaal (onder de naam Jan, Pieter, René)
- 1985: Klein Foutje
- 1986: Krassen
- 1991: Vliegen gevlogen (verzamelalbum)
- 1991: Anders dan je denkt

## Boeken
- 1992: Van vreemde vogel tot koekoeksjong (gebundelde liedteksten)

## Projecten voor mensen met een verstandelijke beperking
Naast Klein Foutje en zijn werk als Arts voor Verstandelijk Gehandicapten (AVG) was Pieter de Jong actief onderdeel van diverse projecten gericht op mensen met een verstandelijke beperking. Zo was hij betrokken bij het ontstaan van het televisieprogramma Knoop in je Zakdoek en gaf dit programma tevens haar naam. Een ander initiatief van Pieter de Jong was het liedjesproject Anders dan je denkt, waarvoor hij ook de teksten schreef. De zangers en zangeressen op deze cd ter ere van het honderdjarig bestaan van de Vereniging 's Heeren Loo woonden op de verschillende instellingen van 's Heeren Loo.

## Peter de Jong
In de jaren zestig was Pieter de Jong ook bekend als Peter de Jong. Bekende singles van hem waren "Bloem van een bloem" en "Meisjes bij de vleet". Samen met gitarist Donald ten Hoven deed Pieter de Jong als Peter de Jong mee aan het Cameretten cabaretfestival in 1968, 1969 en 1970. Zij eindigden hierbij op respectievelijk de derde, tweede en nogmaals de tweede plaats.
- International Standard Name Identifier: 0000 0003 9160 264X
- Nederlandse Thesaurus van Auteursnamen: 07304587X
- Virtual International Authority File: 285478002
- WorldCat: E39PBJmxRGGFb4tmmt4KWjfH4q